# Cabancalán
Cabancalán, a veces Cavancalán, es una ciudad filipina de la provincia de Negros Occidental. Según el censo de 2000, tiene 149 769 habitantes en 27 851 casas.

## Barangayes
Cabancalán se divide administrativamente en 32 barangayes.
| - Bantayan - Binicuil - Camansi - Camingawan - Camugao - Carol-an - Daan Banua - Hilamonan - Inapoy - Linao - Locotan | - Magballo - Oringao - Orong - Pinaguinpinan - Barangay 1 (Pob.) - Barangay 2 (Pob.) - Barangay 3 (Pob.) - Barangay 4 (Pob.) - Barangay 5 (Pob.) - Barangay 6 (Pob.) - Barangay 7 (Pob.) | - Barangay 8 (Pob.) - Barangay 9 (Pob.) - Salong - Tabugon - Tagoc - Talubangi - Tampalon - Tan-awan - Tapi - Tagukon |